# Dicksonia mollis
Dicksonia mollis är en ormbunkeart som beskrevs av Holtt. Dicksonia mollis ingår i släktet Dicksonia och familjen Dicksoniaceae. Inga underarter finns listade.